# 面角守恒定律
所谓面角指晶面法线间的夹角。它在数值上等于相应晶面实际夹角的补角（即180°减去晶面实际夹角）。晶体在生长过程中，往往由于外界客观环境的影响，造成形态上发生不同程度的畸变，从而形成歪晶。但是，无论晶体形态上如何变化，同种晶体间，对应晶面夹角恒等。这就是面角守恒定律。